# تیچی ماتسومارو
تیچی ماتسومارو (به انگلیسی: Teiichi Matsumaru) بازیکن فوتبال اهل ژاپن و عضو تیم ملی فوتبال ژاپن است که در تاریخ ۱۳ مه ۱۹۳۴ میلادی اولین بازی ملی‌اش را انجام داد. او در ۳ بازی ملی حضور داشت و آخرین بازی ملی خود را در تاریخ ۲۰ مه ۱۹۳۴ میلادی انجام داد. تیچی ماتسومارو در بازی‌های ملی‌اش
گلی به ثمر نرساند.